# Parahybos orientalis
Parahybos orientalis är en tvåvingeart som först beskrevs av de Meijere 1907.  Parahybos orientalis ingår i släktet Parahybos och familjen puckeldansflugor. Inga underarter finns listade i Catalogue of Life.